# Вакцина MMR
Вакцина MMR - комбінована вакцина проти кору, паротиту та краснухи. Являє собою суміш ослаблених вірусів цих трьох захворювань. Широко використовується в усьому світі - з моменту впровадження вакцини в усьому світі було введено 575 мільйонів доз. Це відкриття стало дуже важливим, оскільки до того від кору щорічно помирало близько 2,6 мільйонів людей. 

## Історія створення, природа і спосіб отримання
Вакцину MMR розробив провідний американський мікробіолог Моріс Хіллеман. Вона була ліцензована для використання в США компанією Merck & Co. у 1971 році. Компоненти вірусних штамів вакцини MMR були розроблені шляхом розмноження в клітинах тварин і людини, оскільки всім вірусам для реплікації потрібна жива клітина-господар. Вакцина MMR містить живий ослаблений вірус краснухи, вироблений у клітинній культурі диплоїдних фібробластів легень. Крім того, вона містить живі атенуйовані віруси, культивовані з клітинних культур курячих ембріонів. Це створило штами вірусу, які були адаптовані для курячих клітин і менш добре підходили для клітин людини. Тому ці штами називають ослабленими, оскільки вони менш вірулентні для людських нейронів, ніж дикі штами. 

## Використання і показання
Першу дозу, як правило, дають дітям віком від 9 місяців до 15 місяців, другу дозу — у віці від 15 місяців до 6 років. Рекомендації щодо другої дози були представлені в 1989 році. Вводиться шляхом ін’єкції. За статистикою, після двох доз 97% людей захищені від кору, 88% від епідемічного паротиту і щонайменше 97% від краснухи. Вакцину рекомендують людям зі слабким імунітетом, людям з ВІЛ/СНІД. Бажано зробити вакцину протягом 72 годин після зараження кором від не повністю імунізованої людини. Через те, що вона містить живі віруси, вакцина MMR не рекомендована під час вагітності, але її можна вводити під час годування груддю. Вакцину безпечно вводити одночасно з іншими вакцинами.

## Побічні ефекти
Побічні ефекти імунізації, як правило, легкі та зникають без будь-якого спеціального лікування, можуть включати у себе гарячку та біль або почервоніння на місці ін'єкції. Важкі алергічні реакції виникають приблизно у однієї людини на мільйон. Побічні реакції можуть виникати від кожного компонента вакцини MMR. У десяти відсотків дітей розвивається температура, нездужання та висип через 5–21 день після першого щеплення. Зареєстровані випадки анафілаксії — надзвичайно рідкісної, але серйозної алергічної реакції на вакцину, однією з причин цього може бути алергія на яйця. 

## Механізм дії
Комбінована вакцина MMR створює імунітет менш болісно та діє швидше і ефективніше ніж три окремі ін’єкції зроблені в різний час.